# 처녀자리 61 b

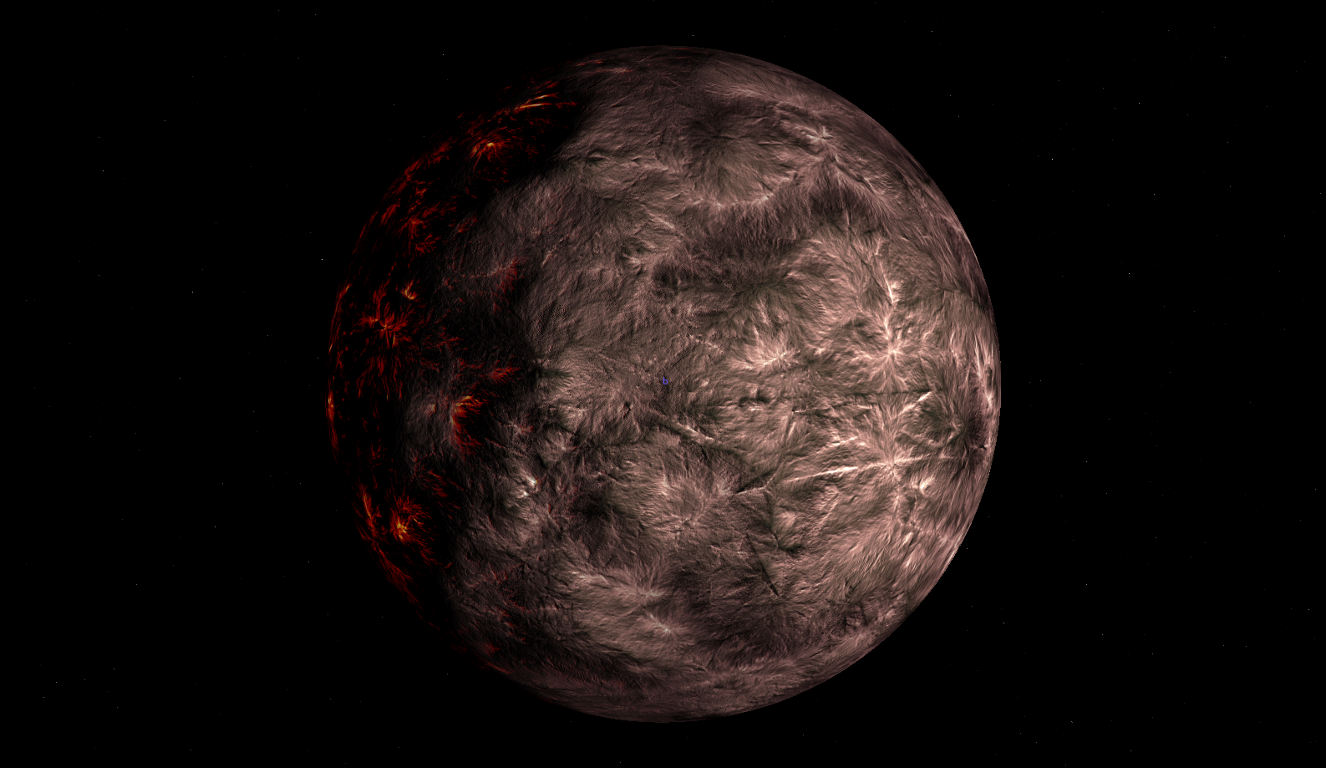
처녀자리 61 b

처녀자리 61 b는 처녀자리 방향으로 지구로부터 약 28광년 떨어진 곳에 있는 G형 주계열성 처녀자리 61을 도는 외계 행성이다. b의 최소 질량은 지구의 5.1배이며 항성에 매우 가까이 붙어 돌고 있는데 그 거리는 평균 0.050201 천문 단위, 이심률은 0.12이다. 처녀자리 61 b는 ‘뜨거운 슈퍼지구’로 부를 수 있다. 2009년 12월 14일 켁 천문대, 앵글로-오스트레일리안 천문대가 각각 시선속도 관측법을 응용하여 이 행성을 발견했다. 항성과의 거리로 미루어 보아 b의 표면은 암석이 녹아 용암의 바다를 이루고 있을 것으로 추측된다.